# Cyphomyia ornata
Cyphomyia ornata är en tvåvingeart som beskrevs av Walker 1850. Cyphomyia ornata ingår i släktet Cyphomyia och familjen vapenflugor. Inga underarter finns listade i Catalogue of Life.